# Paulinho Moska
Paulo Corrêa de Araujo, també conegut com Moska o Paulinho Moska, (Rio de Janeiro, 27 d'agost de 1967) és un cantant, compositor i actor brasiler. És el pare de l'actor Tom Karabachian.

## Carrera musical
Moska va aprendre a tocar la guitarra als 13 anys amb el seu germà gran, Oswaldo, que era un músic aficionat. Oswaldo tocava als festivals de l'escola, i aquest entorn va fascinar Paulinho. En una de les actuacions del seu germà, va conèixer André Abujamra, amb qui va aprendre els primers acords de blues i rock.
A més, el pare de Paulinho era director d'una de les discoteques més populars de Rio, cosa que va significar que va passar la seva infantesa veient concerts d'Hermeto Paschoal, Caetano Veloso, Gilberto Gil, Ney Matogrosso, Gal Costa, Paralamas do Sucesso, Kid Abelha i molts altres, fomentant així les seves influències musicals.
El 1983 va decidir convertir-se en actor, i un any després es va graduar en teatre i cinema a la Casa das Artes de Laranjeiras (CAL), a Rio de Janeiro.
Com a músic, els seus primers enregistraments professionals van tenir lloc a l'àlbum A Orquestra de Vozes (1986), que va ser el disc debut del grup vocal Garganta Profunda que, en el seu repertori, va cantar des de Beatles i Tom Jobim fins a òperes medievals. L'any 1987, Luiz Nicolau, Luis Guilherme i el mateix Moska, dissidents de Garganta Profunda, van formar el grup de pop-rock Inimigos do Rei. Amb la banda, va llançar dos àlbums, va tenir els èxits nacionals Uma Barata Chamada Kafka i Adelaide i va fer una gira pel país durant dos anys.
Cinc anys més tard, l'any 1992, va decidir abandonar el grup perquè no li agradava l'obligació de crear cançons amb jocs de paraules i temes còmics o, segons les seves pròpies paraules, “ser 'divertit'”. e iniciou carreira solo.
Des de llavors, Moska ha presentat 13 cançons a TV Globo, 11 d'elles amb la seva pròpia veu. D'aquests, destaquen 'O Último Dia (present a O Fim do Mundo), A Seta e o Alvo (present a Zazá), Pensando em Você (present a Agora É que São Elas) i Tudo Novo de Novo (tema d’apertura de la minisèrie homònima).
També es va convertir en un compositor molt sol·licitat per a altres veus. La primera va ser Marina Lima que, l'any 1995, va obrir el disc Abrigo amb Admito que Perdi. Després van venir innombrables altres enregistraments, d'artistes com Maria Bethânia (Saudade), Elba Ramalho (Relampiano), Ney Matogrosso (O Último Dia e Gotas do Tempo Puro), GNR (una versió de Canadádá), Maria Rita (Muito Pouco), Mart'nália (Soneto do Teu Corpo, Sem Dizer Adeus e Namora Comigo), Lenine (Relampiano i Saudade), Francis Hime (Há Controvérsias) e Zélia Duncan (Carne e Osso, Não i Sinto Encanto), entre tantes.
L'any 2001 va començar a utilitzar el nom artístic de "Moska". "És més fort, fa pensar més. Després de tot, ja era la marca registrada del meu nom", va justificar.
| «                                  | L'any 2001, a l'àlbum Eu Falso da Minha Vida o Que Eu Quiser, vaig treballar la idea del fals sense ser una oposició al vertader. El fals va ser l'alliberament de la veritat. Perquè no existeix una veritat. Hi ha veritats. La vida s'explica de diferents maneres que tenen sentit segons els teus ulls. El món fals està ple de veritats possibles. Moska no és el meu nom real, és el meu nom fals. Així que, en aquest disc. vaig agafar Moska. No és una cosa de numerologia. Em pots dir Paulinho. Només als registres vaig decidir fitxar Moska. Sóc tots dos." | » |
| — Moska, explicant el canvi de nom | |   |

El 2003, va prendre el control total del seu treball, convertint-se en el tercer artista d'una discogràfica multinacional (després de Roberto Carlos i Marisa Monte) a convertir-se en el propietari dels seus propis fonogrames.
També va ser en aquest any que Moska va iniciar una relació, ara molt estreta, amb artistes d'Amèrica del Sud. Tot va començar al disc Tudo Novo de Novo, on va gravar “A Idade do Céu”, la seva versió per a “La Edad del Cielo, un èxit de l'uruguaià Jorge Drexler. Després Drexler, que va participar en alguns espectacles de Moska al Brasil, li va tornar l'amabilitat convidant Moska a una sèrie de presentacions a l'Uruguai i l'Argentina, Moska es va apropar a l'argentí Kevin Johansen, que hi participaria. a l'àlbum en directe “Muito Pouco Para Todos”. La relació de Moska amb Sud-amèrica el va portar a organitzar i dirigir dos festivals de música: Mercosul Musical, el 2008, i "Soy Loco Por Ti America", el 2011. Finalment, el 2015, Moska llançaria l'àlbum Fito Paez & Moska: Locura Total, en col·laboració amb el reconegut rocker argentí Fito Paez.
El 2006, va ser escollit per conduir el programa “Zoombido”, a Canal Brasil.
L'any 2014 va participar en el programa de televisió Encuentros en Brasil, una sèrie produïda per Santa Rita Filmes i emesa per HBO en què Moska era el presentador brasiler de cantants  llatinoamericans convidats a visitar les dotze ciutats amfitrions de la Copa del Món 2014 i compondre una cançó sobre aquesta experiència.
L'any 2015, l'escola de samba de Rio de Janeiro Mocidade Independente de Padre Miguel va aprofitar l'èxit O Último Dia per desenvolupar la trama Si s'acabés el món, digueu-me què ho faries si només et queda un dia?, creat pel carnavalesco Paulo Barros. La trama era una homenatge al cantant, que va insistir a desfilar.
El 2018, la seva cançó inèdita "Minha Lágrima Salta" es va incloure a la banda sonora de la telenovela Malhação: Vidas Brasileiras. La cançó formarà part del nou disc del cantant, Beleza e medo, que sortirà a l'agost.

### Participacions en festivals
El 2001 va tocar al Rock in Rio, a Tenda Brasil.
El 2002, va actuar al Panorama Percussivo Mundial (Percpan), celebrat al Teatro Castro Alves, a Salvador. Aquell mateix any, va actuar al costat de Chico César al Teatro da Caixa, a Brasília, amb motiu del llançament del llibre "Vozes do Brasil", de Patrícia Palumbo, que conté entrevistes a 13 dels cantautors més representatius de la música brasilera dels anys 80 i 90, entre els quals figurava.
L'any 2003 va actuar, al costat de Chico César, a l'escenari del Bloco G, al Centre de Convencions, a Fortaleza, dins del programa del Festival Vida & Arte.

## Carrera com a actor
Des del 1984, quan va acabar el curs de Teatre i Cinema, Moska ha participat en pel·lícules com A Cor do seu Destino (1986), de Jorge Duran; “Um Trem para as Estrelas” (1988), de Cacá Diegues, “O Mistério no Colégio Brasil” (1988), de José Frazão, Kuarup (1989), de Ruy Guerra; i O Homem do Ano (2003), de José Henrique Fonseca.
Al llargmetratge O Homem do Ano, protagonitzat per Murilo Benício, Moska interpreta l'assassí Enoque, un dels principals amics de Maiquel, interpretat per Benício. La pel·lícula està dirigida per José Henrique Fonseca amb un guió de Rubem Fonseca, Patrícia Melo i José Henrique Fonseca.
També va participar en altres oportunitats, fent cameos en minisèries globals, com la sèrie Mulher, allà pel 1998. Va gravar Amores Possíveis per a la pel·lícula nacional del mateix nom.
El 2013, Moska va actuar a la pel·lícula del director Caio Sóh anomenada Minutos Atrás, amb Vladimir Brichta i Otávio Müller, com a cavall, Moska va ser el narrador de l'obra

## Discografia

### AmbGarganta Profunda
- 1986 - Orquestra de Vozes - A Garganta Profunda (LP)
- 1987 - Yes, nós temos Braguinha (LP e CD)

### AmbInimigos do Rei
- 1989 - Inimigos do Rei (LP)
- 1990 - Amantes da Rainha

### Carrera en solitari

#### Àlbums d’estudi
- 1993 - Vontade
- 1995 - Pensar É Fazer Música
- 1997 - Contrasenso
- 1999 - Móbile
- 2001 - Eu Falso da Minha Vida o Que Eu Quiser
- 2003 - Tudo Novo de Novo
- 2007 - + Novo de Novo
- 2010 - Muito Pouco - 2 CDs (venuts junts, o separadament)
- 2013 - Muito Pouco para Todos
- 2015 - Fito Paez & Moska: Locura Total (amb Fito Páez)
- 2018 - Beleza e Medo

#### En directe
- 1997 - Através do Espelho - Ao vivo no Rival (CD)
- 2007 - + Novo de Novo (CD e DVD)
- 2013 - Muito Pouco para Todos (CD e DVD)

#### Compilacions
- 2004 - Série Bis: Paulinho Moska

#### Àlbums del programaZoombido
- 2008 - Moska e Convidados - Zoombido Para Se Fazer Uma Canção
- 2009 - Moska e Convidados - Zoombido Para Se Fazer Uma Canção - Vol. 2
- 2011 - Moska e Convidados - Zoombido Para Se Fazer Uma Canção - Vol. 3

#### Com a convidat
- 1996 - Gravació del tema "Só em teus braços" per al cançoner de Tom Jobim (Lumiar Discos).
- 1996 - va participar en el CD "Castelo Rá-tim-bum", banda sonora del programa infantil del mateix nom de TV Cultura (SP),
- 1996 - CD "Triângulo sem Bermudas - Uma tribute à trois", homenatge al grup Os Mutantes, cantant amb Celso Fonseca el tema "Panis et Circensis".
- 1997 - Va gravar la cançó "Topazio" per al llibre de cançons de Djavan (Lumiar Discos)
- 1997 - Participació en el CD "Universo umbigo", de Karnak (tema "Eu só quero um xodó", d'Anastácia i Dominguinhos)
- 1997 - Participació en el CD de "Milton Guedes" (guitarres a "Mares de ti", de Carlinhos Brown).
- 1998 - Participació en el CD "Boca Livre 20 anos - convida" de Toninho Horta i Fernando Brant, cantant "Diana"
- 1998 - Participació en el CD "Cuidado com pessoas como eu", de Cris Braun (guitarres a "Dry Martini drama", i "Tudo meu")
- 1998 - Participació en el CD "Casa do forró" (tema "Pedras que cantam", de Dominguinhos i Fausto Nilo), amb Zé Ramalho
- 1999 - grava els temes "O Último Blues", al costat del percussionista Marcos Suzano, i "Vitrines" (veu i guitarra), per al cançoner de Chico Buarque (Lumiar Discos)
- 1999 - Participació en el CD "Cabô", de Zé Renato (tema "Cama de ilusão", col·laboració de tots dos)
- 1999 - Participació en el CD "Linda juventude", de Flávio Venturini (canal "Casa vazia")
- 1999 - Participació en el CD "Sinfonia de pardais - Uma homenagem a Herivelto Martins" (tema "Casa vazia")
- 1999 - Participació en el CD "Casa da lua lua", de Claudio Nucci (canal "Baião levado")
- 1999 - Participació en el CD "Ana Carolina", de la cantant Ana Carolina (guitarres de niló al tema "A canção tocou na hora errada", i guitarres d'acer a "Beatriz").
- 2000 - Participació en el CD "Blues do ano 2000" (homenatge a Cazuza), cantant el tema homònim
- 2000 - Participa en la banda sonora, editada en disc, de la minisèrie "Chiquinha Gonzaga" (Rede Globo), gravant el tema "Menina faceira" de Chiquinha.
- 2001 - Participació en el CD "Olha que coisa mais linda - Uma homenagem a Tom Jobim", cantant el tema "Eu sei que vou te amar".
- 2001 - La seva cançó "O Último Dia" (amb Billy Brandão) va formar part del recull "Música Brasileira" (EMI Music).
- 2001 - gravació de clàssics de samba per a la banda sonora de "Sabor da Passion", dirigida per la cineasta veneçolana Fina Torres
- 2001 - Participació a la banda sonora de la pel·lícula "Amores possíveis".
- 2001 - Grava guitarres virtuals i guitarra acústica al CD "Sozinha Minha", d'Adriana Maciel, que va gravar la seva composició "Não deveria se chamar amor" al disc.
- 2002 - Participació en el CD "Café Brasil 2 - Conjunto Época de Ouro e convidados", al tema "Insensatez"
- 2002 - gravació del tema "Sorrir" (versió de "Smile", de Charles Chaplin), per al cançoner de Braguinha (Lumiar Discos).
- 2003 - gravació del tema "Assim sem mais", per al cançoner de João Bosco (Lumiar Discos).

## Premis i honors
- L'any 2000, la seva cançó "O último dia" (amb Billy Brandão) va ser seleccionada per a la col·lecció "As cem melhores do século" (EMI Music), produïda per Ricardo Cravo Albin.
- 2011 - Nominat al Premi de Música Brasilera com a millor cantant.[12]

### Grammy Llatins
| Any  | Indicació (Cançó/àlbum)                    | Premi               | Categoria       | Resultat | Ref.   |
| ---- | ------------------------------------------ | ------------------- | --------------- | -------- | ------ |
| 2016 | Hermanos - Fito Paez & Moska: Locura Total | Grammy Llatins 2016 | Música de l'any | Nominat  | [ 13 ] |